# Fußball-Club Bayern München Basketball 2023-2024
Questa voce raccoglie le informazioni riguardanti il Fußball-Club Bayern München Basketball nelle competizioni ufficiali della stagione 2023-2024.

## Stagione
La stagione 2023-2024 del Fußball-Club Bayern München Basketball è la 23ª nel massimo campionato tedesco di pallacanestro, la Basketball-Bundesliga.

## Roster
Aggiornato al 19 agosto 2023.
| Bayern München 2023-24 | Bayern München 2023-24 |
| Giocatori              | Staff tecnico          |
| ---------------------- | ---------------------- |

| N. | Naz.                                          | Ruolo | Nome               | Anno | Alt.   | Peso   |  |
| -- | --------------------------------------------- | ----- | ------------------ | ---- | ------ | ------ |  |
| 0  | Stati Uniti (bandiera) · Germania (bandiera)  | G     | Nick Weiler-Babb   | 1995 | 196 cm | 91 kg  |  |
| 1  | Francia (bandiera)                            | P     | Sylvain Francisco  | 1997 | 185 cm | 78 kg  |  |
| 3  | Stati Uniti (bandiera)                        | P     | Carsen Edwards     | 1998 | 183 cm | 91 kg  |  |
| 5  | Germania (bandiera)                           | P     | Nelson Weidemann   | 1999 | 190 cm | 74 kg  |  |
| 7  | Germania (bandiera)                           | AP    | Niels Giffey       | 1991 | 200 cm | 93 kg  |  |
| 8  | Montenegro (bandiera)                         | A     | Dino Radončić      | 1999 | 203 cm | 102 kg |  |
| 9  | Germania (bandiera)                           | PG    | Isaac Bonga        | 1999 | 204 cm | 100 kg |  |
| 10 | Argentina (bandiera) · Italia (bandiera)      | PG    | Leandro Bolmaro    | 2000 | 198 cm | 91 kg  |  |
| 11 | Serbia (bandiera)                             | A     | Vladimir Lučić (C) | 1989 | 204 cm | 95 kg  |  |
| 13 | Germania (bandiera)                           | G     | Andreas Obst       | 1996 | 191 cm | 81 kg  |  |
| 14 | Rep. del Congo (bandiera) · Spagna (bandiera) | C     | Serge Ibaka        | 1989 | 211 cm | 120 kg |  |
| 17 | Germania (bandiera)                           | AG    | Jan Niklas Wimberg | 1996 | 206 cm | 100 kg |  |
| 20 | Germania (bandiera)                           | AG    | Elias Harris       | 1989 | 203 cm | 108 kg |  |
| 22 | Croazia (bandiera)                            | C     | Danko Branković    | 2000 | 216 cm | 91 kg  |  |
| 23 | Germania (bandiera)                           | PG    | Martin Kalu        | 2005 | 195 cm | 91 kg  |  |
| 30 | Germania (bandiera)                           | GA    | Ivan Kharchenkov   | 2006 | 198 cm | 99 kg  |  |
| 31 | Stati Uniti (bandiera)                        | C     | Devin Booker       | 1991 | 205 cm | 113 kg |  |
| 33 | Stati Uniti (bandiera)                        | C     | Freddie Gillespie  | 1997 | 206 cm | 112 kg |  |

| Allenatore |
| - Pablo Laso |
| Assistente/i |
| - Đorđe Adžić - / Demond Greene - Ignacio Juan - Emilijo Kovačić Legenda - (C) Capitano - (IN) Inattivo - Infortunato Roster |

## Mercato

### Sessione estiva
| Acquisti | Acquisti          | Acquisti          | Acquisti      | Acquisti |
| R.       | Nome              | da                | Modalità      |          |
| -------- | ----------------- | ----------------- | ------------- | -------- |
| P        | Carsen Edwards    | Fenerbahçe        | svincolato    |          |
| P        | Sylvain Francisco | Peristeri         | svincolato    |          |
| PG       | Nelson Weidemann  | Niners Chemnitz   | fine prestito |          |
| PG       | Leandro Bolmaro   | Canarias Tenerife | svincolato    |          |
| AP       | Sasha Grant       | Bayreuth          | fine prestito |          |
| A        | Dino Radončić     | Saragozza         | svincolato    |          |
| AG       | Matej Rudan       | Mega Belgrado     | fine prestito |          |
| C        | Devin Booker      | Fenerbahçe        | svincolato    |          |
| C        | Danko Branković   | Mega Belgrado     | fine prestito |          |
| C        | Serge Ibaka       | Free agent        | svincolato    |          |

| Cessioni | Cessioni        | Cessioni       | Cessioni       | Cessioni |
| R.       | Nome            | a              | Modalità       |          |
| -------- | --------------- | -------------- | -------------- | -------- |
| P        | Žan Mark Šiško  | Breogán        | rescissione    |          |
| P        | Corey Walden    | Galatasaray    | fine contratto |          |
| P        | Cassius Winston | Tofaş Bursa    | fine contratto |          |
| PG       | Ognjen Jaramaz  | Partizan       | fine contratto |          |
| G        | D.J. Seeley     | U Cluj         | fine contratto |          |
| AP       | Sasha Grant     | Pall. Reggiana | fine contratto |          |
| AP       | Paul Zipser     | Heidelberg     | fine contratto |          |
| A        | Zylan Cheatham  | N.Z. Breakers  | fine contratto |          |
| AG       | Augustine Rubit | Free agent     | fine contratto |          |
| AG       | Matej Rudan     | Breogán        | prestito       |          |
| C        | Othello Hunter  |                | ritirato       |          |
| C        | Mohamed Sillah  | Bayreuth       | fine contratto |          |

### Dopo l'inizio della stagione
| Acquisti | Acquisti | Acquisti | Acquisti | Acquisti |
| R.       | Nome     | da       | Data     | Modalità |
| -------- | -------- | -------- | -------- | -------- |

| Cessioni | Cessioni          | Cessioni     | Cessioni         | Cessioni    |
| R.       | Nome              | a            | Data             | Modalità    |
| -------- | ----------------- | ------------ | ---------------- | ----------- |
| C        | Freddie Gillespie | Stella Rossa | 18 dicembre 2023 | rescissione |